# Remsnidare

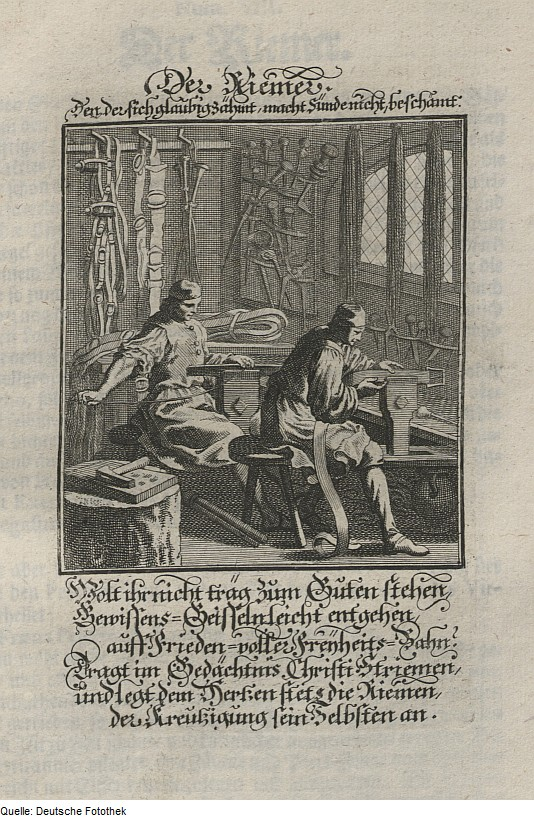
Bild på två remsnidare från 1698.

Remsnidare var ett yrke under 1500- och 1700-talen.

## Beskrivning
Remsnidaren tillverkade alla nödvändiga tillbehör till häst och vagn, exempelvis vagnstyger, tömmar, tyglar, sadelgjordar och grimmor. Vissa sadelmakeriarbeten ingick också i yrket. Ibland likställdes sadelmakare med remsnidare. En hovremsnidare arbetade vid den Kungliga stallstaten. Remsnidare och sadelmakare hade i Sverige en gemensam skråordning från 1 maj 1636, kallad Remsnidare- och sadelmakareämbetet. 1654 utgavs en prislista, Remsnidare Taxa, med fasta priser för remsnidarens arbeten. Anledningen var de många klagomålen från medborgarna att hantverkarna tog godtycklig och för mycket betalt för sina varor.